# كايلي همفريز
كايلي همفريز (مواليد 4 سبتمبر 1985) هي لاعبة زلاجة جماعية أمريكية- كندية، فازت بالميدالية الذهبية في أولمبياد 2022.

## وصلات خارجية
- كايلي همفريز على موقع IBSF (الإنجليزية)
- كايلي همفريز على موقع اللجنة الأولمبية الدولية (الإنجليزية)
- كايلي همفريز على موقع أوليمبيديا (الإنجليزية)
- كايلي همفريز على موقع اللجنة الأولمبية الكندية (الإنجليزية)